# Батальйон почесної варти (Україна)
Батальйон почесної варти (БПВ) — церемоніальний підрозділ української Президентської бригади, сформований для зустрічі високих осіб закордонних держав, для бойового завдання з охорони й оборони бойових прапорів, для віддання військових почестей та забезпечення проведення військових парадів, для охорони історичних місць і державних об'єктів. Має власну емблему, перебуваючи у складі Президентської бригади.
Почесна варта також бере участь в урочистих похованнях державного рівня.
Батальйон почесної варти щорічно виконує до 200 державних заходів, сумарно в яких беруть участь 10 000 військовослужбовців.

## Історія
10 листопада 1962 року в м. Біла Церква у в/ч № 61599 на основі 6 мотострілецької роти 2 мотострілецького батальйону 229 мотострілецького полку була створена рота почесної варти Червонопрапорного Київського особливого військового округу. У 1962—1974 роках пункт постійної дислокації почесної варти був у військовій комендатурі м. Києва, а у 1974—1975 роках — у м. Біла Церква.
У 1975 р. роту почесної варти передислоковано в м. Київ у в/ч № 01646 з розквартируванням у 427 полку Цивільної оборони СРСР. З 1975 р. дислокація почесної варти була в м. Києві.

### У складі Збройних сил України
10 березня 1992 р. рота почесної варти була внесена у штат 101 окремої бригади охорони Генерального штабу Збройних сил України.
10 березня 1993 р. сформовано другу роту почесної варти Міністерства оборони України.
10 березня 1997 р. додатково створено ще навчальну роту почесної варти.
27 січня 2000 р. почесну варту виключено зі складу 101 окремої бригади охорони Генерального штабу Збройних сил України, а 15 лютого 2001 р. введено її в штат окремого Київського ордена Червоного Прапора полку Президента України. Де почесна варта набула назву батальйону почесної варти (БПВ) окремого полку Президента України.
8 червня 2018 року в ГУ РСМЗ відбулася нарада за участю представників фірм та виробників, які забезпечують Почесну Варту парадним одягом. Були представлені чернеткові варіанти берців, котильйонів (декоративний елемент однострою військовослужбовців для виокремлення родів військ) та козацької шаблі, яка замінить будьоновську шашку (так, вона у військах з 1940х років). Також говорили про введення нових погонів на парадну форму та зразків медалей учасників параду.
На параді до Дня незалежності України та 100-річчя відродження української державності 24 серпня 2018 року почесна варта використовувала нові погони до церемонійного однострою і нову козацьку шаблю.

## Традиція
Солдати батальйону почесної варти та аналогічних елітних підрозділів є важливим атрибутом державності у будь-якій державі в світі, і служба в такому підрозділі почесна й відповідальна.

### Функції
Батальйон почесної варти виконує функції лейбгвардії, як і Президентський полк, до якого складу якого входить батальйон. До його обов'язків належить зустріч високих осіб закордонних держав, для бойового завдання з охорони й оборони бойових прапорів, для віддання військових почестей та забезпечення проведення військових парадів, для охорони історичних місць і державних об'єктів.
Почесна варта також бере участь у похованні військовослужбовців-громадян України, котрі загинули під час виконання військового обов'язку, звільнених зі служби з правом носіння військової уніформи, ветеранів військової служби, Героїв України, Героїв Радянського Союзу, Героїв Соціалістичної Праці, повних кавалерів ордену Слави, ордену Трудової Слави, ордену «За службу Батьківщині у Збройних Силах СРСР», нагороджених чотирма й більше державними нагородами України або СРСР, учасників та інвалідів бойових дій.

### Зброя
Батальйон почесної варти використовує
- Шабля Почесної варти Збройних сил України;
- Самозарядний карабін Симонова[14]

За проектом нового однострою 2017 року для почесної варти заплановано заміну стрілецької зброї на карабіни Mannlicher M1895. Холодну зброю також заплановано змінити з радянських кавалерійських шашок зразка 1943 року.
На параді до Дня незалежності України в 2018 році, почесна варта вперше почала використовувати нову холодну січну зброю — козацьку шаблю, спеціально розроблену ГУ РСМЗ.

### Стройовий розрахунок
Почесна варта згідно стройового розрахунку отримувала різні погони на однострій:
- червоні — загальновійськовий розрахунок, Сухопутні війська ЗСУ;
- блакитні — авіація, Повітряні сили ЗСУ;
- чорні — Військово-Морські Сили ЗСУ.

Відповідно нарукавна нашивка стройового розрахунку Почесної варти може бути червоного, чорного й блакитного кольорів.
Від 1993 року погони командира знаменної групи в стройовому розрахунку відрізняються металевим знаком (дві схрещені гілки). Цей знак є гаптованим на погонах солдатів та сержантів. Нарукавна нашивка офіцерів стройового розрахунку Почесної варти може бути білого кольору тоді, коли у рядових — блакитного, чорного та червоного кольорів.

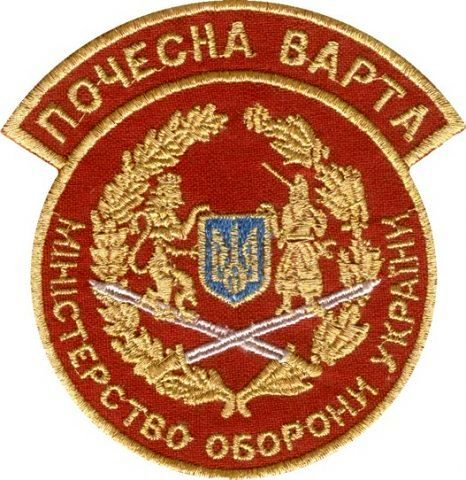
Стара нарукавна нашивка БПВ загальновійськового стройового розрахунку
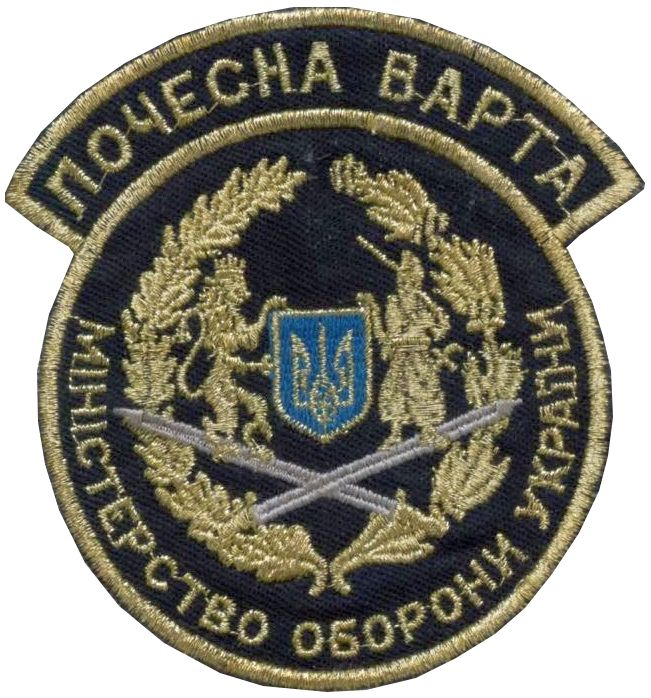
Стара нарукавна нашивка БПВ стройового розрахунку ВМС
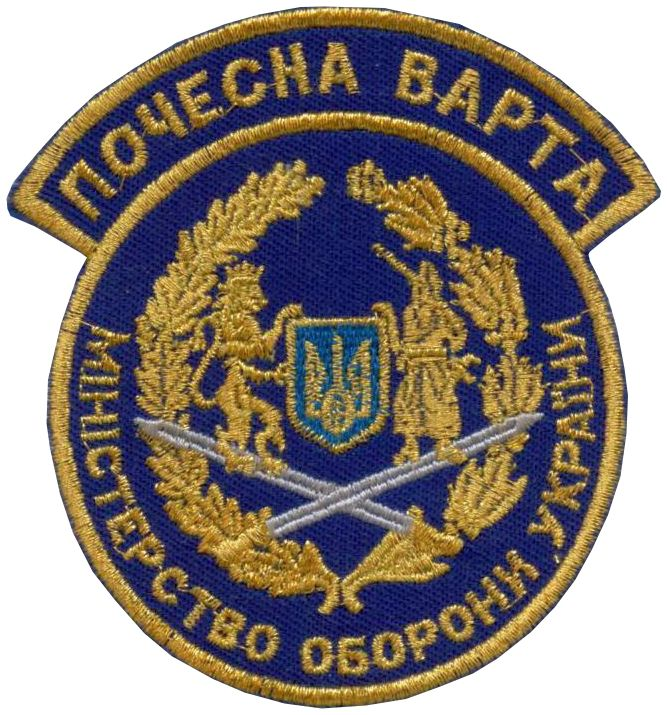
Стара нарукавна нашивка БПВ стройового розрахунку ПС
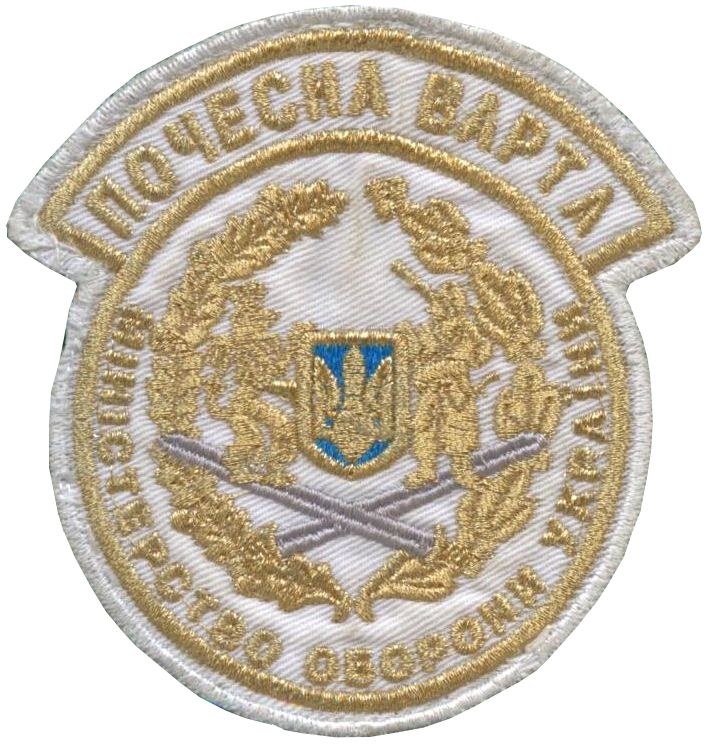
Стара нарукавна нашивка БПВ стройового розрахунку військ ППО
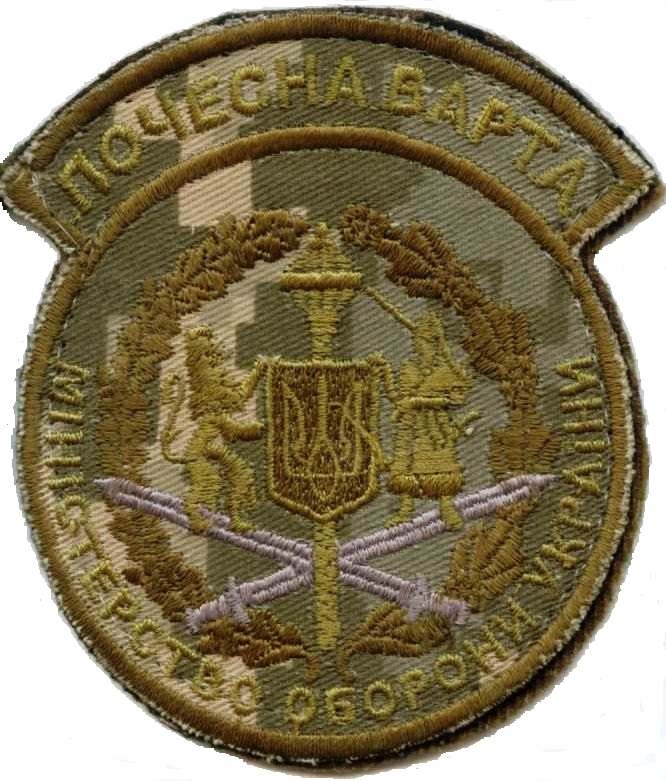
Сучасна нарукавна нашивка БПВ на польову уніформу

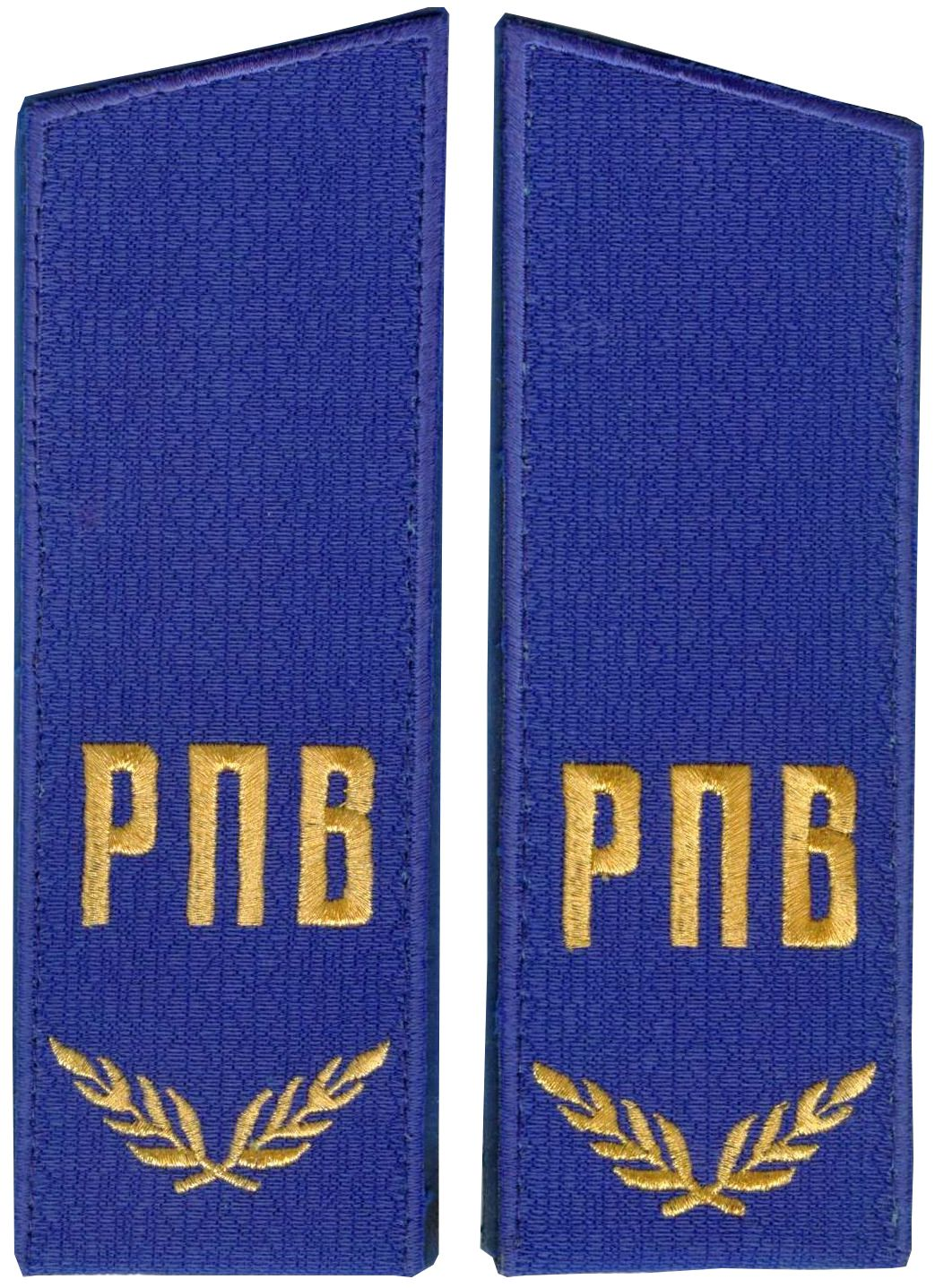
Погони БПВ стройового розрахунку ВПС ЗСУ
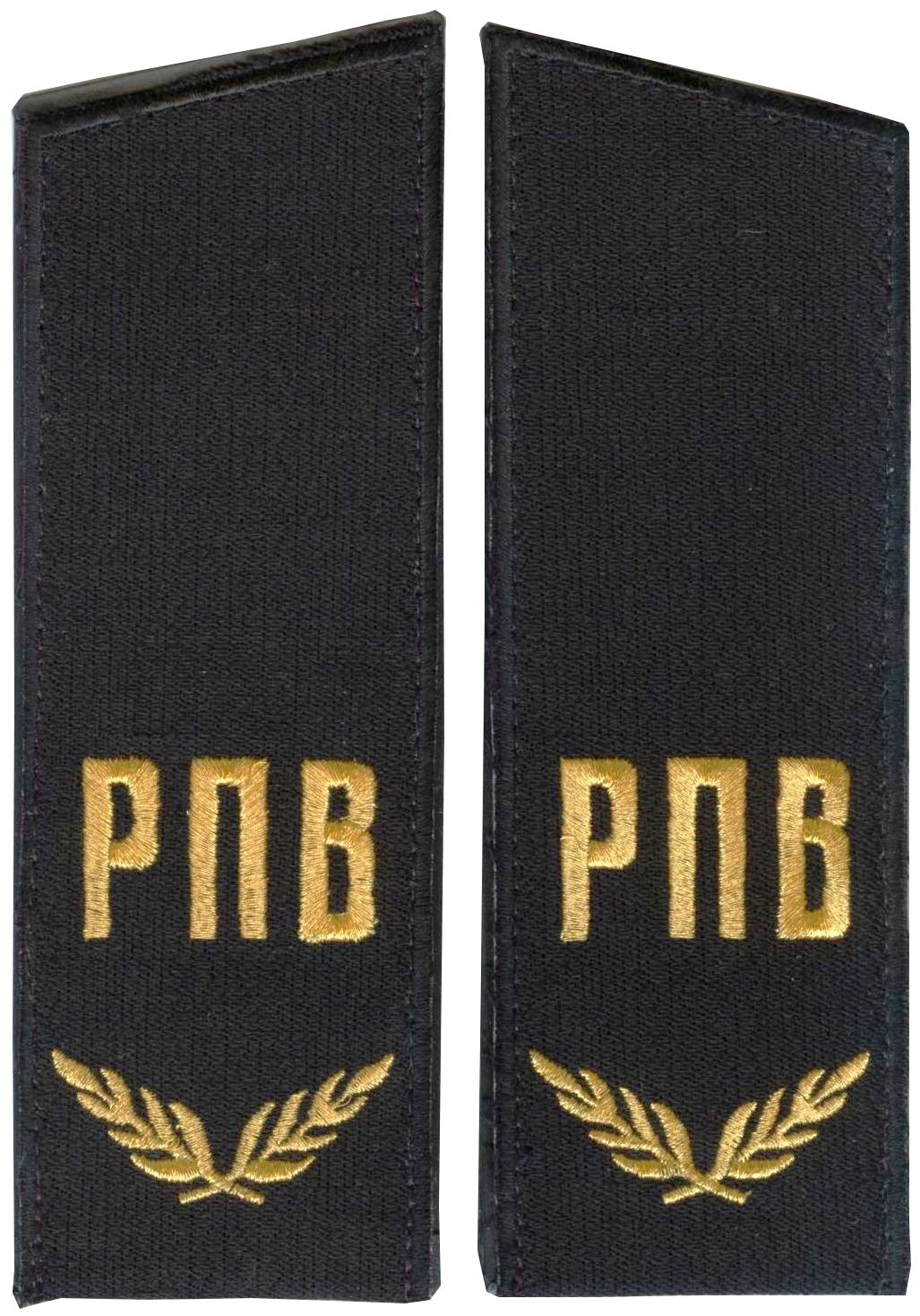
Погони БПВ стройового розрахунку ВМС ЗСУ
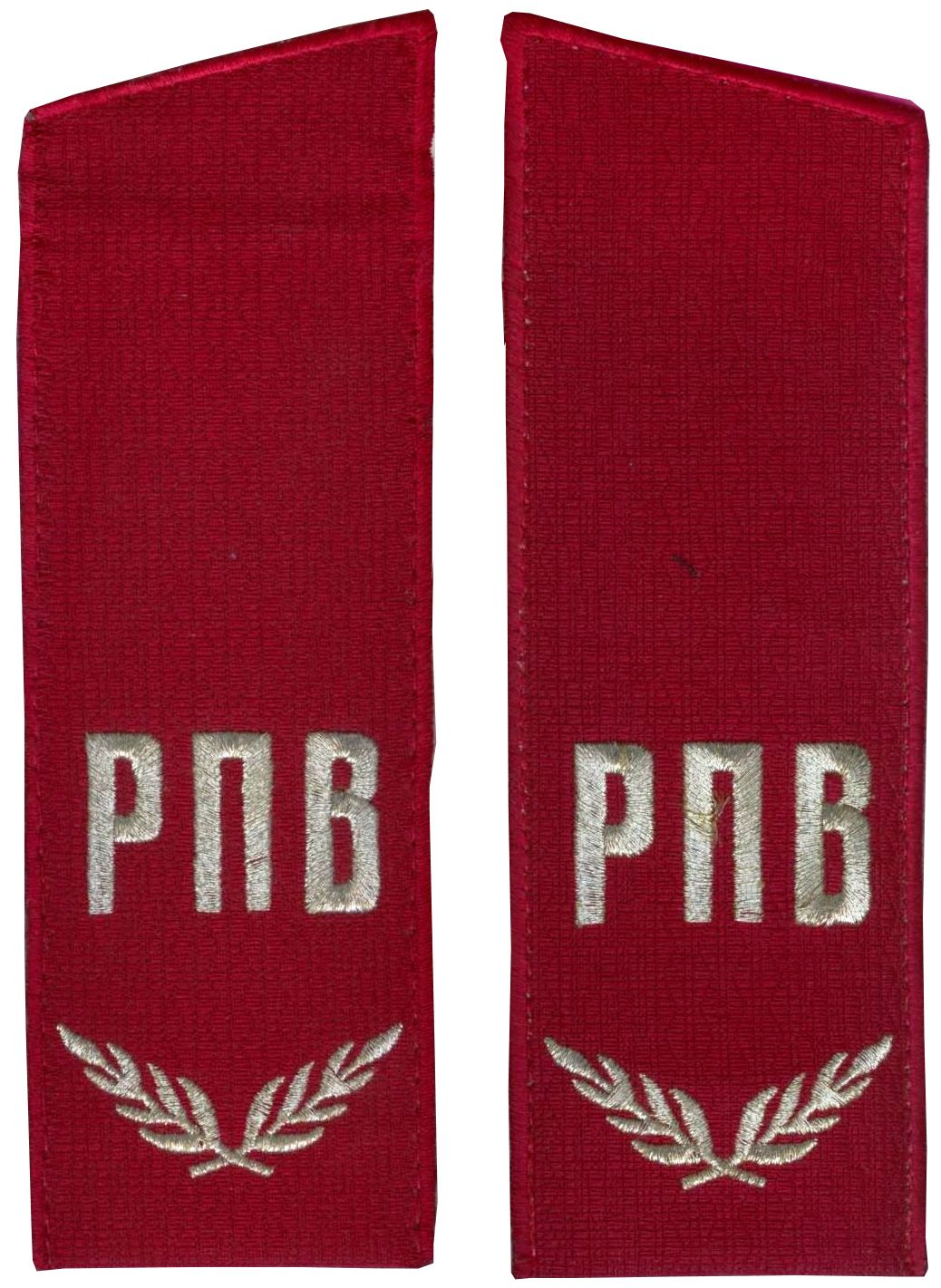
Погони БПВ стройового розрахунку Сухопутних військ ЗСУ
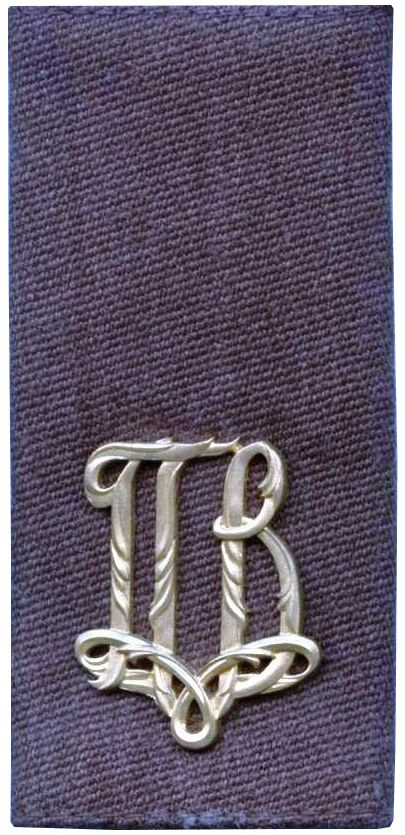
Погон-муфта БПВ, введений 24 серпня 2017 р.

### Гасло
Батальйон почесної варти Президентського полку має власне девіз українською та латинською мовами: «Де згода, там перемога» (лат. «Ubi concordia ibi victoria»).

### Почесний марш
Батальйон почесної варти Президентського полку має свій почесний марш авторства М. Рябоконя — «Марш почесної варти».

### Відзнаки батальйону
За найкращий стройовий вишкіл у БПВ існують нагороди (відзнаки).

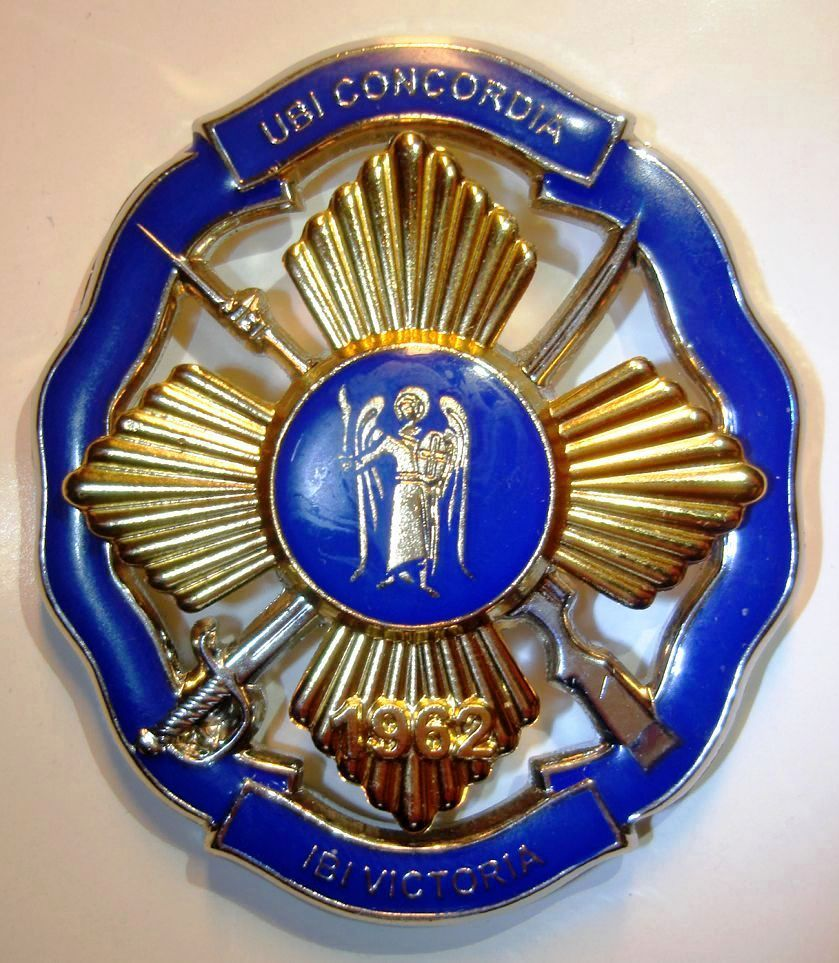
Відзнака «Конкордія» батальйону Почесної варти полку Президента України (з девізом)

Пам'ятний нагрудний знак БПВ полку Президента України «Конкордія» розроблено у 2007 році на честь 45-ї річниці від дня створення української Почесної варти в 1962 році. Зображення та написи на ньому мають значення: Зірка з чотирьох пучків розбіжних променів взята зі знаку на кашкеті військовослужбовців Окремої Сердюцької Дивізії (гвардія Гетьмана П. Скоропадського), встановленого наказом Військової Офіції Української Держави від 31 серпня 1918 р. № 461. Зірка такої форми зображена на нарукавній емблемі окремого полку Президента України, до складу якого входить БПВ. Вона використовується також як емблема на головних уборах військовослужбовців Почесної варти. Схрещені шабля та карабін вказують на здійснення церемоніальних функцій. Архістратиг Михаїл, фігура герба міста Києва, вказує на місце дислокації батальйону. Напис «1962» відображає рік створення Почесної варти Червонопрапорного Київського особливого військового округу. Напис латиною «лат. UBI CONCORDIA IBI VICTORIA» (у перекладі значить «укр. Де згода, там перемога») — це геральдичний девіз цього батальйону.

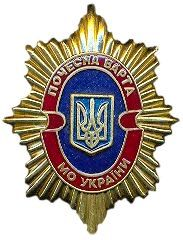
Відзнака Почесної варти полку Президента України (стара)
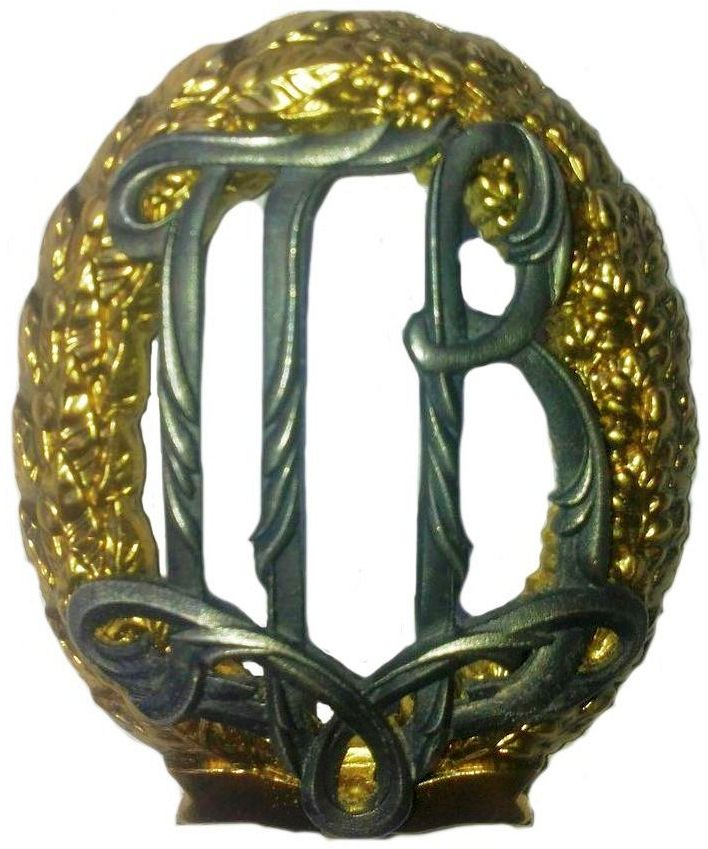
Нагрудна відзнака батальйону Почесної варти Президентського полку України (з 2016 р.)

### Крокування
Українська почесна варта використовує прусський крок (прямий кут з тілом) уведений королем Фрідріхом II Великим (швидкість печатного кроку — 75 кроків за хвилину) та елементи українського крокування доби Січових Стрільців Армії УНР (крок м'якше, коліно згинається, нога опускається прямою, солдат не карбує всією стопою, робить легке перекочування, ногу піднімати на 10-15 см, а не на 15-20, як було в СРСР); довжина кроку залишається 70-80 см, темп — 110—120 кроків за хвилину.

### Стройова пісня
Має практичне призначення допомагати солдатам «тримати ногу» на марші; має безліч різних функцій: навчальну, виховну, патріотичну і т. ін..
Стройова пісня БПВ у складі Президентського полку відома з часів історичного іменування «Київський». Але на КМБ солдати БПВ почали використовувати кричалку (в темпі американської стройової приспівки) від 2016 р. (автори військовослужбовці БПВ Урізченко О. С. з м. Полтава, Іокса В. О. з м. Чернівці).[джерело?]

## Організація діяльності

### Нормативно-правові акти діяльності почесної варти
- Статут гарнізонної і вартової служби
- Стройовий статут

### Відбір до почесної варти
Не всі військовослужбовці почесних варт у світі можуть витримати виснажливі тренування, стрес і величезні фізичні навантаження; за історію траплялися випадки непритомних станів серед солдатів почесних варт усіх країн світу.
Відбір особового складу до почесної варти передбачає вимоги:
- вільно володіти державною мовою;
- зріст не нижче 180 см, розмір взуття не більше 46 розміру, вага не менше 80 кг і не більше 100 кг;
- перевірка в інформаційному бюро МВС України та відсутність судимостей у найближчих родичів;
- бездоганність у морально-діловому відношенні;
- повна середня освіта, військова підготовка через РВК;
- придатність за станом здоров'я для служіння в підрозділах особливого (спеціального) призначення, гострота зору для далі без корекції 1,0 на кожне око, нормальне кольоровідчуття;
- фізична розвиненість.

### Порядок підготовки заходів
Затверджений порядок підготовки:
- тренування відповідно розкладу дня почесної варти;
- аналіз морально-психологічного стану особового складу почесної варти;
- вивчення та тестування почесної варти;
- інформування почесної варти про країни, з яких прибувають делегації;
- уточнення та злагодження розрахунків;
- організація оглядів та відпочинку почесної варти;
- медичний огляд почесної варти;
- фотографування та відеозйомка заходів почесної варти;
- підбивання підсумків, детальний розбір заходів почесної варти.

## Структура
- Управління батальйону;
- штаб батальйону;
- 1-ша рота почесної варти (РПВ 1);
- 2-га рота почесної варти (РПВ 2);
- 3-тя рота почесної варти (РПВ 3);
- автомобільне відділення батальйону[25][26].
- Стрілецький батальон[27]

## Начальники почесної варти
- капітан Бондаренко І. Г. (від березня 1993 р.);
- майор Козирков І. В. (від вересня 1996 р.);
- майор Плахтій В. М. (від липня 2001 р.);[a]
- майор Скорик В. А. (від жовтня 2004 р.);
- майор Клявлін С. В. (від листопада 2005 р.);[b]
- підполковник Голованчук Е. Б. (від червня 2011 р.)[26];
- підполковник Почтар О. В. (від 2015 р.)
- підполковник Солодаєв Є. М. (від 2018)[джерело?]

## Галерея

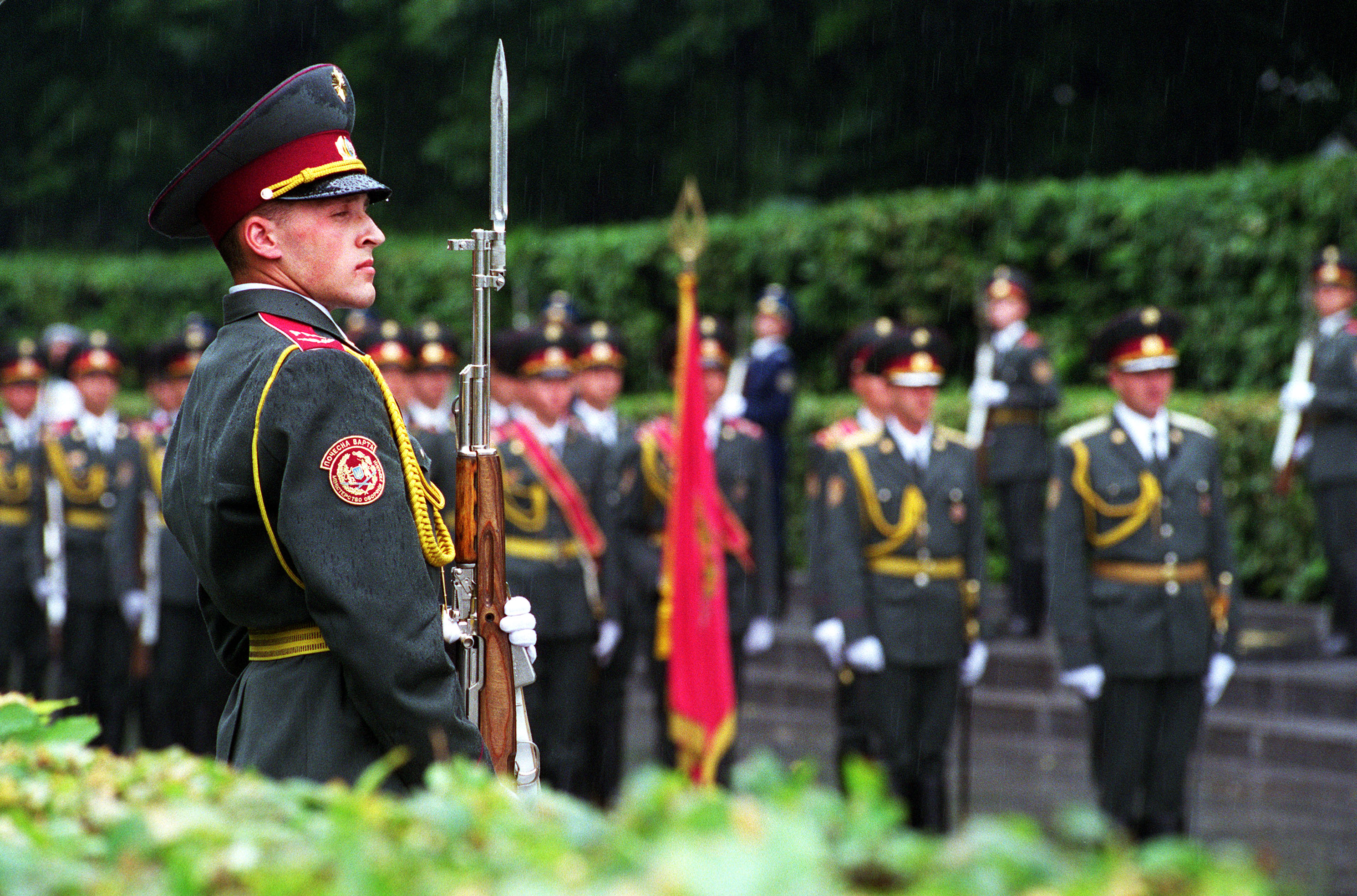
2001 рік
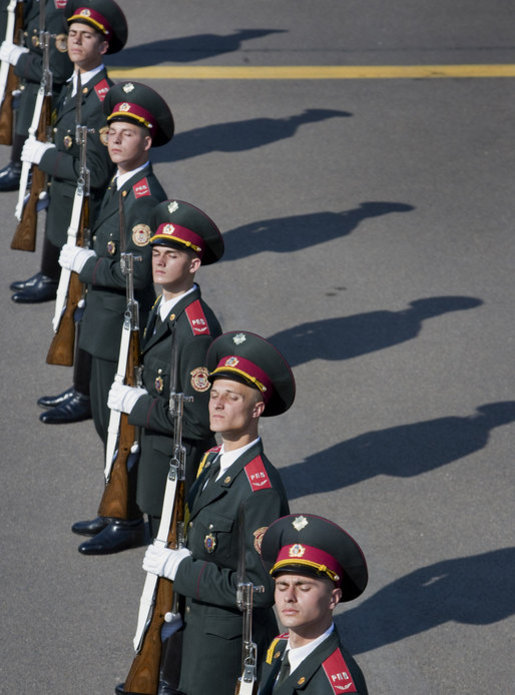
2008 рік
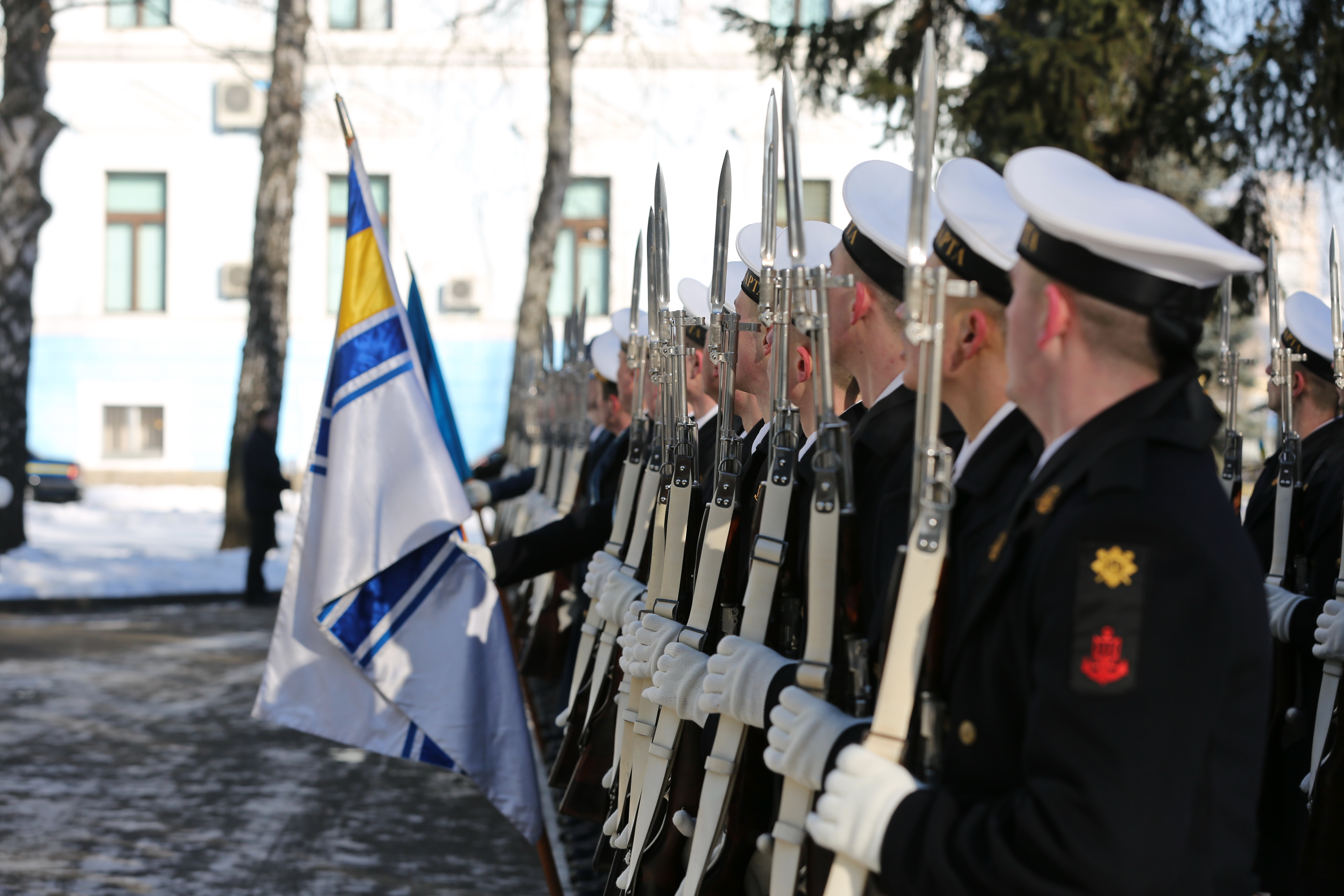
2013 рік
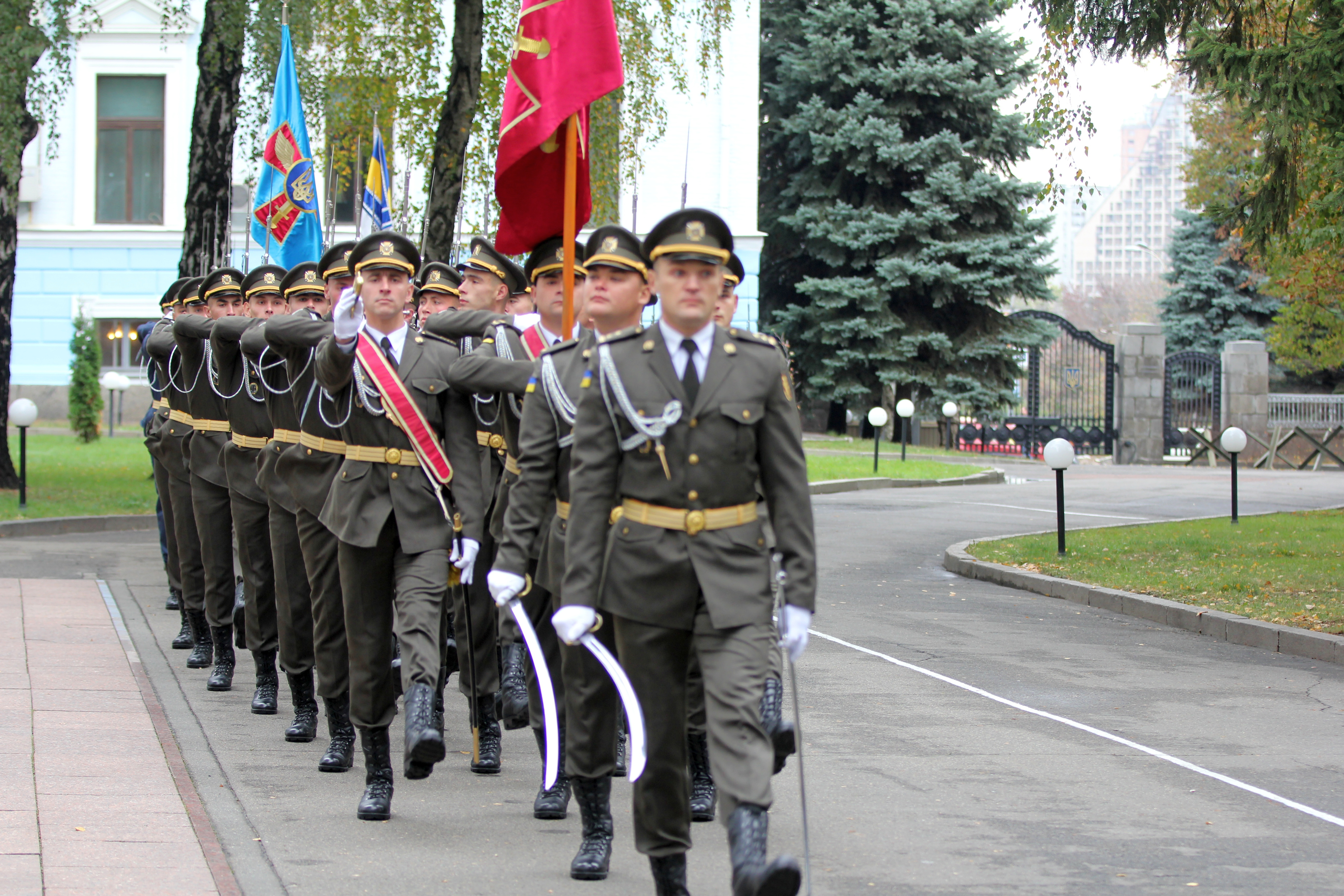
2016 рік
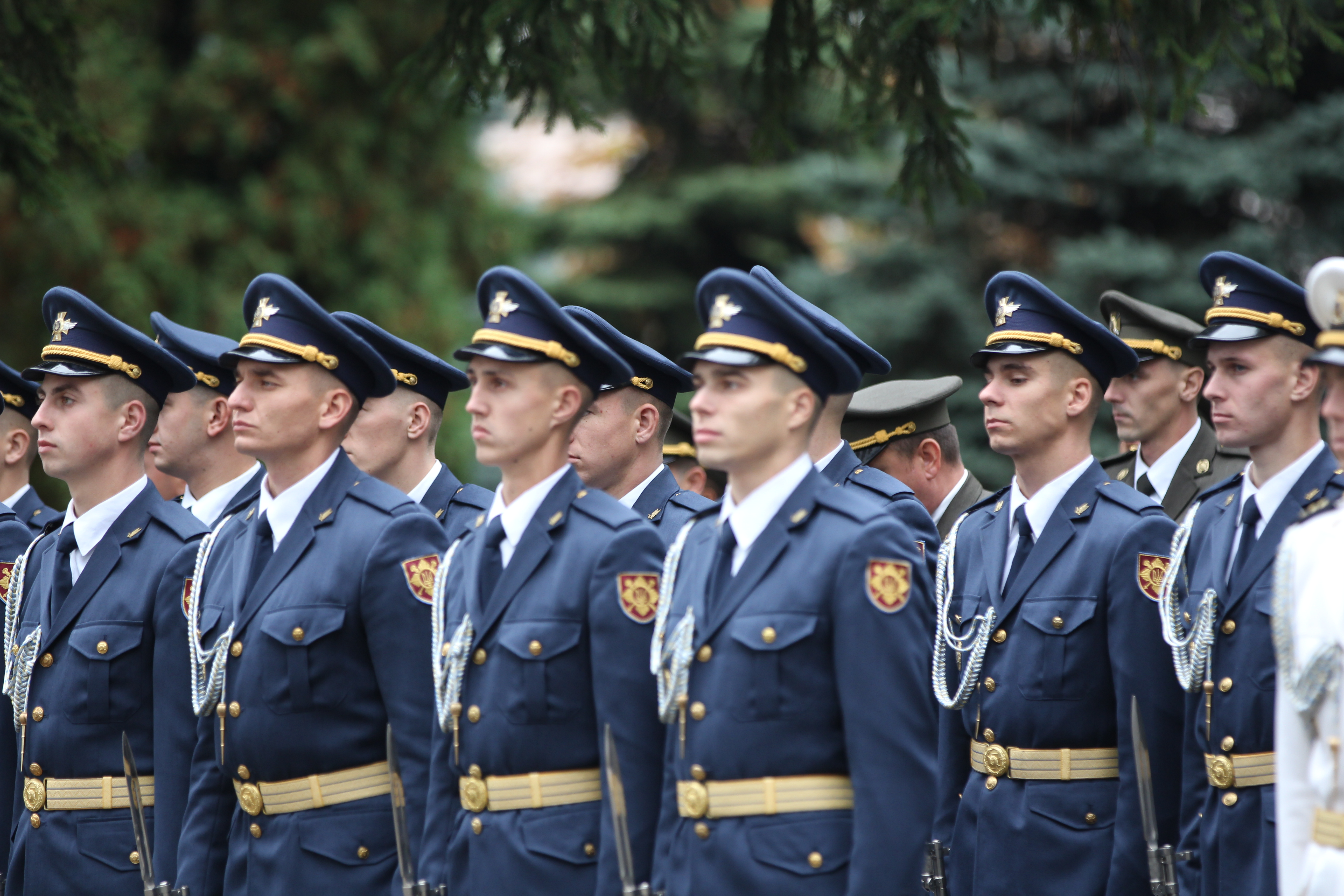
2016 рік
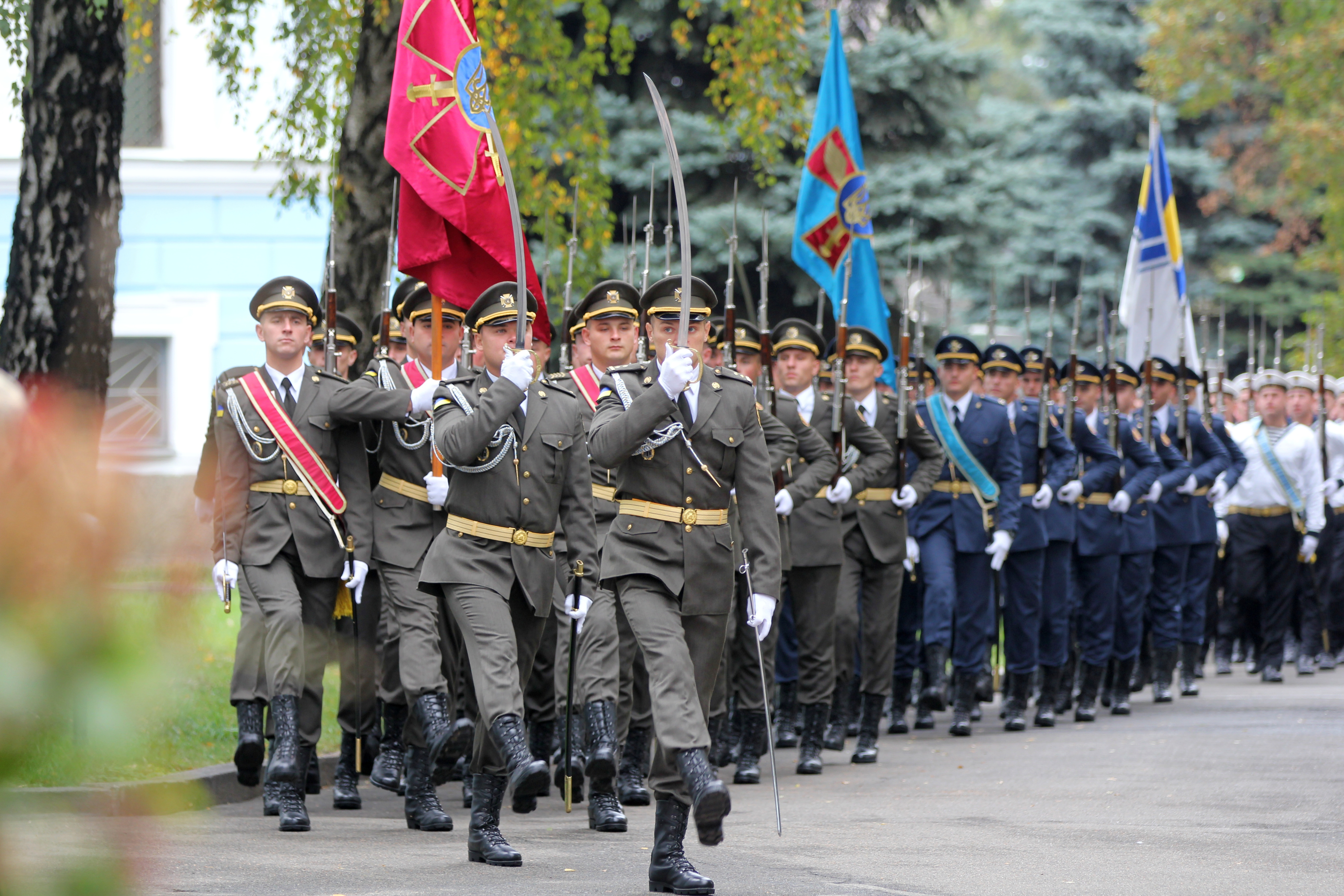
2016 рік